# Chaeridiona semiviridis
Chaeridiona semiviridis es un coleóptero de la familia Chrysomelidae.
Fue descrita científicamente en 1935 por Pic.